# El joc de l'Ender (pel·lícula)
El joc de l'Ender (títol original en anglès: Ender's Game) és una pel·lícula d'acció i ciència-ficció estatunidenca de 2013, basada en la novel·la homònima d'Orson Scott Card. Escrita i dirigida per Gavin Hood, la pel·lícula és protagonitzada per Asa Butterfield, que interpreta Andrew "Ender" Wiggin, un jove amb molt talent que és enviat a una acadèmia militar avançada a l'espai exterior per preparar-se per a una invasió alienígena futura. També hi participen actors com Harrison Ford, Hailee Steinfeld, Viola Davis, Abigail Breslin i Ben Kingsley. La pel·lícula va ser estrenada a Alemanya el 24 d'octubre de 2013 i, l'endemà, al Regne Unit i Irlanda. Als Estats Units, Canadà i altres països es va estrenar l'1 de novembre del mateix any. Ender's Game va aconseguir uns ingressos en taquilla de $125.5 milions de dòlars, tenint un pressupost d'entre $110 i 115 milions. Ha estat doblada al català.

## Repartiment
| - Asa Butterfield com Andrew "Ender" Wiggin - Harrison Ford com el coronel Hyrum Graff - Hailee Steinfeld com Petra Arkanian - Viola Davis com la major Gwen Anderson - Ben Kingsley com Mazer Rackham - Kyle Russell Clements com el jove Mazer Rackham - Abigail Breslin com Valentine Wiggin - Aramis Knight com Bean | - Suraj Parthasarathy com Alai - Moisés Arias com Bonzo Madrid - Khylin Rhambo com Dink - Conor Carroll com Bernard - Nonso Anozie com el sergent Dap - Jimmy Pinchak com Peter Wiggin - Stevie Ray Dallimore com John Paul Wiggin - Andrea Powell com Theresa Wiggin | - Caleb J. Thaggard om Stilson - Jasmine Kaur com a professor - Tony Mirrcandani com l'almirall Chamrajnagar - Brandon Soo Hoo com Fly Molo - Cameron Gaskins com Pol Slattery - Orson Scott Card com a pilot (cameo de veu) - Gavin Hood com Giant (veu i captura de moviment) - Aaron Johnson com un oficial (cameo) |